# Institut Fraunhofer

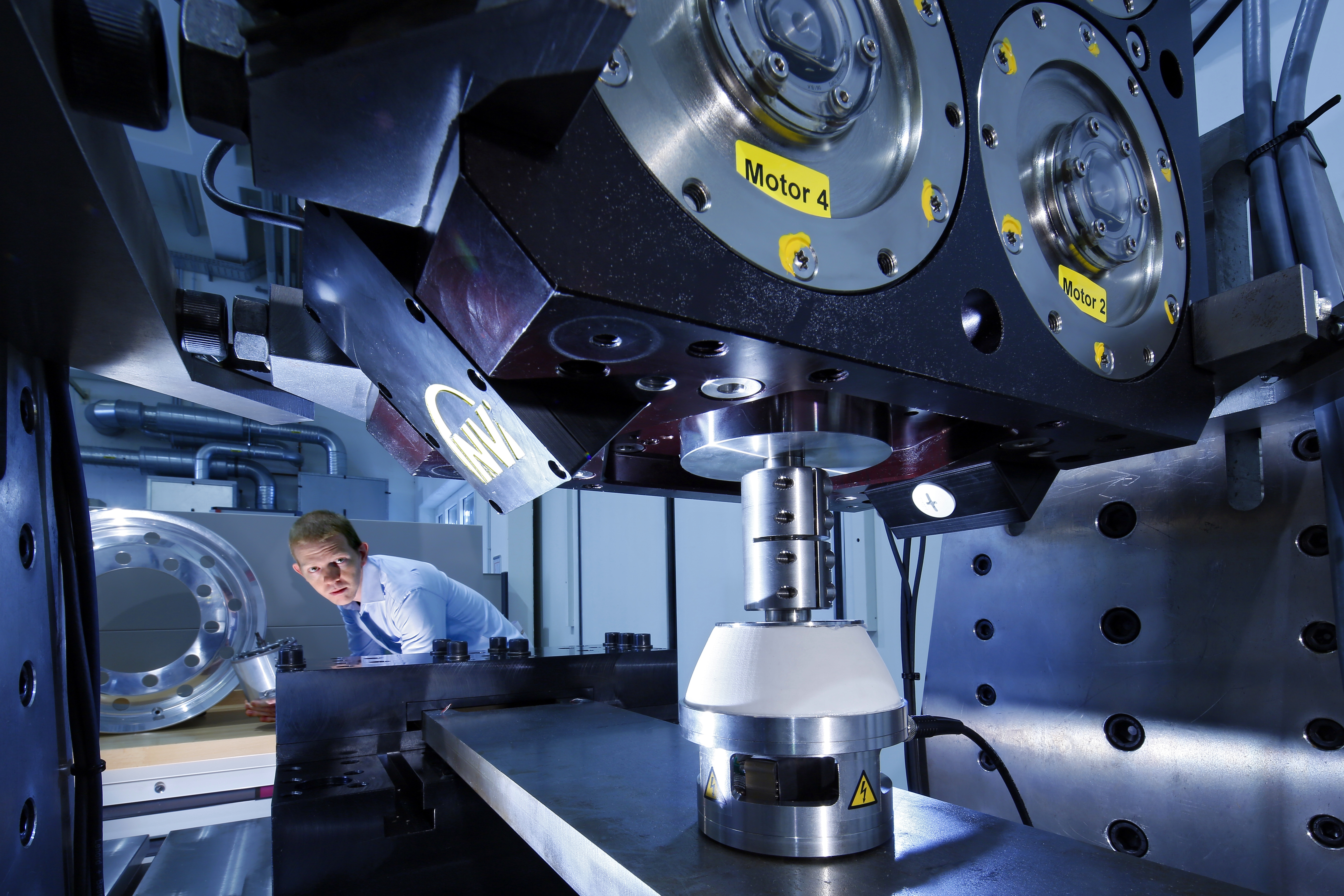
Prova de control actiu de vibracions a l'Institut Fraunhofer de Durabilitat Estructural.

El Fraunhofer-Gesellschaft, també conegut com a Institut Fraunhofer, és un organisme de recerca alemany. Deu el seu nom al físic Joseph von Fraunhofer. Agrupa 58 instituts arreu d'Alemanya, cadascun d'ells, especialitzat en diferents camps de la ciència aplicada. Es finança parcialment per l'Estat (govern federal i els lands propietaris de l'organisme) i les dues terceres parts són autofinançades, ja sigui a partir de contractes de projectes esponsoritzats pel govern com per la indústria. Té un pressupost anual d'uns mil dos-cents milions d'euros.
El nom oficial és Fraunhofer-Gesellschaft zur Förderung der angewandten Forschung e.V. (de l'alemany: «Societat Fraunhofer pel desenvolupament en la recerca aplicada»).
Aquest organisme és conegut principalment per haver coinventat, juntament amb Thomson el codec de compressió MP3.

## El model Fraunhofer
L'anomenat model Fraunhofer existeix des de 1973 i ha portat el creixement continuat de la societat durant tots aquests anys. Aquest model és el que li permet que dues terceres parts del pressupost siguin autofinançades.
Donat el pressupost tan gran de què gaudeix, depenen molt de l'èxit dels seus projectes i aquesta responsabilitat afecta tant la societat completa com els instituts separadament. D'aquesta manera es dirigeix l'estratègia de la societat per mantenir-la líder en la recerca aplicada i estimula un estil flexible autònom i empresarial a les prioritats de recerca de la societat.

## Els instituts
La societat opera en 58 instituts. Són els instituts Fraunhofer per:
- Algorismes i Informàtica científica - SCAI Arxivat 2008-04-23 a Wayback Machine.
- Tecnologies de la informació Aplicades - FIT
- Òptica aplicada i Enginyeria de la precisió - IOF
- Recerca en Polímers Aplicada - IAP
- Física de l'estat sòlid Aplicada - IAF
- Enginyeria Biomèdica - IBMT
- Física de la Construcció - IBP
- Tecnologies i Sistemes de la Ceràmica - IKTS
- Tecnologia Química - ICT
- Sistemes de Comunicació - ESK Arxivat 2007-06-13 a Wayback Machine.
- Arquitectura de Computadors i Tecnologia de Programari - FIRST Arxivat 2008-05-13 a Wayback Machine.
- Recerca en Gràfics per Ordinador - IGD Arxivat 2007-06-11 a Wayback Machine.
- Tecnologia en Mitjans Digitals - IDMT
- Tecnologia en Electró i Plasma - FEP
- e-Government - Fraunhofer eGovernment Center Arxivat 2007-03-03 a Wayback Machine.
- Tecnologia Mediambiental, en Seguretat i Energia - UMSICHT
- Enginyeria en Programari Experimental - IESE
- Operativa en Fàbrica i Automatisme - IFF
- Dinàmica d'Alta Velocitat, Ernst-Mach-Institut - EMI
- Enginyeria Industrial - IAO
- Matemàtica Industrial - ITWM
- Informació i processament de dades - IITB Arxivat 2006-12-16 a Wayback Machine.
- Centre d'Informació pel planning Regional i la Construcció d'edificis - IRB
- Circuits integrats - IIS
- Sistemes Integrats i Tecnologia de Dispositius - IISB
- Publicació Integrada i Sistemes de la Informació - IPSI Arxivat 2008-03-25 a Wayback Machine.
- Anàlisi Intel·ligent i Sistemes d'Informació - IAIS
- Enginyeria Interficial i Biotecnologia - IGB
- Tecnologia Laser - ILT
- Eines per Màquines i Tecnologia de Formes - IWU
- Enginyeria de processos de producció industrial i Recerca de Materials Aplicada - IFAM
- Enginyeria de processos de Producció industrial i Automatismes - IPA
- Tecnologia en Materials i Bigues - IWS
- Flux de Material i Logística - IML
- Mecànica de Materials - IWM Arxivat 2007-12-01 a Wayback Machine.
- Circuits Microelectrònics i Sistemes - IMS
- Biologia Molecular Ecologia Aplicada- IME Arxivat 2007-07-01 a Wayback Machine.
- Telecomunicacions, Heinrich-Hertz-Institut - HHI Arxivat 2008-02-19 a Wayback Machine.
- Testeig No Destructiu - IZFP Arxivat 2007-10-27 a Wayback Machine.
- Sistemes Oberts de Comunicació - FOKUS
- Centre de Patents per la Recerca Alemanya - PST Arxivat 2007-08-27 a Wayback Machine.
- Microsistemes Fotònics - IPMS
- Tècniques de Mesura Física - IPM
- Enginyeria de Processos i Empaquetat - IVV
- Sistemes de producció i Enginyeria del Disseny - IPK
- Tecnologia de la Producció - IPT
- Fiabilitat i Microintegració - IZM Arxivat 2007-11-28 a Wayback Machine.
- Tecnologia de la Informació Segura - SIT Arxivat 2007-08-06 a Wayback Machine.
- Recerca en Silicats - ISC Arxivat 2008-09-21 a Wayback Machine.
- Tecnologia del Silici - ISIT
- Programari i Tecnologia de sistemes - ISST
- Sistemes d'Energia Solar - ISE
- Durabilitat estructural - LBF
- Sistemes i Recerca de la Innovació - ISI
- Anàlisi de tendències tecnològiques - INT
- Grup de desenvolupament de la Technologia - TEG Arxivat 2012-02-07 a Wayback Machine.
- Enginyeria de superfícies i Llàmines primes - IST
- Toxicologia i Medicina Experimental - ITEM Arxivat 2009-06-28 a Wayback Machine.
- Transport i Sistemes d'Infrastructura - IVI
- Recerca en la fusta, Wilhelm-Klauditz-Institut - WKI

### Institut pels circuits integrats (IIS)
L'Institut pels circuits integrats (Institut Integrierte Schaltungen o IIS) persegueix la recerca aplicada i un desenvolupament segons les empreses industrials i els establiments públics. Sota la direcció de Heinz Gerhäuser, l'institut desenvolupa sistemes i aparells microelectrònics així com el programari i els circuits integrats que li són necessaris. L'IIS fou fundat el 1985. La seu principal de l'institut és a Nuremberg, encara que d'altres instituts són creats a Fürth i a Dresden. Avui dia el de Nuremberg és el més gran de tots els IIS.
Els científics recerquen dintre els sectors de la microelectrònica, tractament de la informació, la telecomunicació, la tècnica (multimèdia), la radiodifusió numèrica i àudio, la tècnica de cinema numèric, la navegació per satèl·lit, la tècnica mèdica, la logística i l'automatització en l'enginyeria industrial. En els sistemes de comunicació sense fils, en particular els sistemes de radiodifusió numèrics, es desenvolupen fins a prototips de pneumàtics. La codificació dels senyals de vídeo i àudio així com la seva normalització internacional, juguen un rol important.

## Presidents
- Walther Gerlach (1949–1951)
- Wilhelm Roelen (1951–1955)
- Hermann von Siemens (1955–1964)
- Franz Kollmann (1964–1968)
- Christian Otto Mohr (1968–1973)
- Heinz Keller (1973–1982)
- Max Syrbe (1982–1993)
- Hans-Jürgen Warnecke (1993–2002)
- Hans-Jörg Bullinger (2002 -)